# Stefan (priimek)
Stefan je priimek več znanih Slovencev:
- Jožef Stefan (1835—1893), slovenski fizik, matematik in pesnik
- Konrad Stefan (1854—1909), češko-nemški fizik, matematik in bibliotekar v Ljubljani